# Mol (muziek)
In de muziek is een mol of molteken, genoteerd als ♭, een teken dat op de notenbalk geplaatst wordt vóór een noot die men chromatisch een halve toon wil verlagen. Als een bepaalde toon in het gehele muziekstuk verlaagd moet worden, plaatst men een mol als voortekening vooraan de balk, direct na de sleutel; het teken geldt dan voor alle octaven. Het teken is een stilistische vorm van de Duitse toon (ronde) b (b-rotundum), die b molle (Latijn: zachte b) genoemd werd, en overeenkomt met "onze" toon bes. De benamingen in het Frans, bémol, en het Italiaans, bemolle, refereren daar nog aan. Dit is de normale muzieknotatie als men binnen een toonsoort het gebruikelijke toonafstandsschema wil handhaven, of wanneer men van het schema binnen de gestelde toonsoort wil afwijken. De benaming van een verlaagde toon eindigt op -es (-s na een klinker). Het ongedaan maken van een eerder in de maat of in de toonsoort voorkomende mol geeft men aan met een herstellingsteken. 
Voor verhogen met een halve toon wordt het kruis (♯) gebruikt. 
De benaming mol komt uit de leer van de hexachorden van Guido van Arezzo. Het was oorspronkelijk de B van het hexachordum mollum.
In de gebruikelijke muzieknotatie kan een mol op een aantal manieren voorkomen.
- standaardafstand (halve toon)
  - als toevallige verlaging vlak voor een noot
de verlaging geldt de hele verdere maat voor dat octaaf.
  - als systematische verlaging om de toonsoort weer te geven.
(vlak na de sleutel, dan geldt de verlaging het hele verdere muziekstuk en voor alle octaven.
  - als waarschuwing
de mol wordt ten overvloede gebruikt, bijvoorbeeld omdat in de vorige maat een noot hersteld was. Veelal staat de mol dan tussen haakjes.
- andere afstanden
  - als dubbelmol (twee mol-tekens achter elkaar) voor een dubbele verlaging. Een b wordt een beses, e wordt eses, a ases en g geses.
  - als halve mol (bovenkant van de ronding weggelaten of gespiegeld molteken  )
om een kwarttoon verlaging aan te geven.

De Duitse benaming moll is een aanduiding voor de kleine-tertstoonsoort, ook wel mineur genoemd.

## Geldigheid
De geldigheid van een kruis of mol is vastgelegd volgens onderstaande regels:
1. aan het begin van de notenbalk, aan de sleutel: geldt voor de hele balk en alle octaven;
2. voor een noot, ergens in een maat: geldt voor die maat, niet meer in de volgende. Deze incidentele verlaging geldt alleen in het octaaf waarin hij genoteerd staat;
3. bij een overgebonden noot uit een voorgaande maat met een voorteken.

Om een toonsoort aan te geven plaatst men een aantal kruisen of mollen direct aan de sleutel in de vorm van een voorteken. In het andere geval geldt het als een toevallig voorteken.

## Benaming

### Nederlands
In Nederlandstalig België gebruikt men de woorden mol (soms bémol) en dubbelmol achter de notennaam do t/m si. 
De benaming in Nederland van een verlaagde toon eindigt meestal op -es. Zo is bijvoorbeeld es hetzelfde als mi mol.
| toon | verlaagde toon                                     |
| ---- | -------------------------------------------------- |
| c    | ces of do mol (klinkt hetzelfde als b op de piano) |
| d    | des of re mol                                      |
| e    | es of mi mol                                       |
| f    | fes of fa mol (klinkt hetzelfde als e op de piano) |
| g    | ges of sol mol                                     |
| a    | as of la mol                                       |
| b    | bes of si mol                                      |
Een dubbelmol wordt geschreven als twee mollen aaneen; de Nederlandse benaming van de dubbele verlaging eindigt op -eses. Een dubbel verlaagde a heet in het Nederlands ases of la dubbelmol.
Als een dubbel verlaagde toon hersteld wordt met een herstellingsteken, zijn beide mollen hersteld. Als een dubbel verlaagde noot/toon hersteld wordt tot een enkel verlaagde noot/toon moet er een herstellingsteken en een mol geplaatst worden.

### Duits
De Duitse benamingen wijken iets af van de Nederlandse. "Onze" stamtoon b heet in de Duitse muziektheorie h, en "onze" toon bes heet in de Duitse muziek b. Hierdoor is onze bis in het Duits his; onze beses wordt in het Duits niet bes genoemd, maar heses.

### Frans
De Franse benamingen dièse (kruis) en bémol (mol) worden door Belgische musici ook veel gebruikt. Deze termen worden gecombineerd met de namen do t/m si voor de tonen c t/m b. Zo heten bijvoorbeeld gis: sol dièse, en bes: si bémol.

### Engels
In de Engelse taal worden dezelfde letters gebruikt als in het Nederlands; chromatische verhogingen en verlagingen worden aangegeven met sharp (kruis) en flat (mol), bijvoorbeeld: E-flat, B-flat etc.